# Klangvokal Musikfestival Dortmund
Das Klangvokal Musikfestival Dortmund ist ein 2009 im Rahmen des Projekts RUHR.2010 – Kulturhauptstadt Europas ins Leben gerufenes Festival, das sich den verschiedenen Sparten der Vokalmusik von Weltmusik, Jazz und Pop bis zur klassischen Musik, der Chormusik und der Oper widmet und seitdem jährlich stattfindet.

## Geschichte
Das Klangvokal-Musikfestival wurde als Beitrag der Stadt Dortmund zum Kulturhauptstadt-Jahr 2010 des Ruhrgebiets gegründet. Es treten sowohl international renommierte Künstler als auch Vertreter der Dortmunder Kulturszene wie der Dortmunder Bachchor oder die Chorakademie Dortmund auf. Eine Besonderheit ist das „Fest der Chöre“, an dem 150 Chöre und Vokalensembles der Stadt mitwirken.
Bereits im ersten Jahr des Festivals, 2009, gab es vierzig Konzerte in zwölf Spielstätten. Zu den auftretenden Künstlern gehörten Jordi Savall, Dianne Reeves, Andreas Scholl, Philippe Jaroussky, Simone Kermes, Theo Bleckmann, Ulrich Cordes und Einshoch6. Es gab zwei konzertante Opernaufführungen: Donizettis Anna Bolena mit Mariella Devia und Verdis I due Foscari unter Renato Bruson sowie ein deutsch-türkisches Opernpasticcio mit dem Titel Armida und als Kooperationsveranstaltung mit dem Theater Dortmund Puccinis Tosca mit He Hui in der Titelrolle.
Die Festivals der folgenden Jahre bis 2023 standen jeweils über einem übergreifenden Motto:
- 2010: „Sehnsucht“: Donizettis Lucrezia Borgia mit Edita Gruberová, Bachs h-Moll-Messe unter John Eliot Gardiner, Händels Belshazzar sowie Stacey Kent, Karina Gauvin u. a.[4][5]
- 2011: „Mittelmeer – Wiege der Kultur“ – Verdis Il corsaro, Rossinis Petite Messe solennelle, Mozarts Große Messe in c-Moll sowie Valer Barna-Sabadus, Jordi Savall, Gretchen Parlato, Concha Buika u. a.[6][7]
- 2012: „Begegnungen“ – Vivaldis Juditha triumphans, Händels Israel in Egypt, Puccinis Le Villi, Goldschmidts Beatrice Cenci sowie Angélique Kidjo, Christina Pluhar, Nuria Rial, Lucilla Galeazzi, Anita Ratschwelischwili, Ladysmith Black Mambazo, Yasmin Levy, Caroline Henderson, Hazmat Modine, Ottavio Dantone, Vivica Genaux, Sonia Prina, Mary-Ellen Nesi u. a.[8][9][10]
- 2013: „Was uns bewegt“ – Verdis Ernani, Mozarts Requiem mit L’arte del mondo unter Werner Erhardt sowie Joseph Calleja, Cristina Păsăroiu, Roberta Invernizzi, Sonia Prina, Emel Mathlouthi, António Zambujo, Mor Karbasi u. a.[11][12][13]
- 2014: „Von der Suche nach dem Glück“ – Monteverdis L’Orfeo, Bellinis I Capuleti e i Montecchi mit Jana Kurucová, Cavallis La Calisto als Puppentheater, Falvettis Il diluvio universale unter Leonardo García Alarcón sowie Robin McKelle, Youn Sun Nah u. a.[14][15]
- 2015: „Zwischen den Welten“ – dritter Akt aus Wagners Siegfried sowie Simone Kermes, Ottavio Dantone, Ann Hallenberg, Lydia Teuscher, Al Ayre Español, Rinaldo Alessandrini, The Tallis Scholars u. a.[16][17][18]
- 2016: „Grenzenlos“ – Falvettis Il Nabucco, Puccinis Edgar, Franz Schmidts Das Buch mit sieben Siegeln sowie Leonardo García Alarcón, Elsa Dreisig u. a.[19][20][21]
- 2017: „Heimat Europa“ – Rossinis Le comte Ory, Purcells King Arthur, Händels Acis and Galatea, Vivaldis Pasticcio Tamerlano, Elgars Oratorium The Dream of Gerontius sowie Vox Luminis, Simone Kermes, Tenebrae u. a.[22][23][24]
- 2018: „Schatzsuche“ – Verdis Giovanna d’Arco mit Marina Rebeka, öffentliche Uraufführung der rekonstruierten Monteverdi-Oper L’Arianna, Massenets Oratorium Ève, Caldaras Maddalena ai piedi di Cristo sowie Christina Pluhar, Céline Scheen, Valer Sabadus, Gianluigi Trovesi, Vox Luminis, Leonardo García Alarcón, The Tallis Scholars u. a.[25]
- 2019: „Wir!“ – Bizets Les pêcheurs de perles, Händels Agrippina sowie Laurence Zazzo, Vivica Genaux, Christophe Rousset, der Dresdner Kammerchor u. a.[26]
- 2020/2021: „Gefühlswelten“ – Die Konzerte des für 2020 geplanten Festivals mussten aufgrund der COVID-19-Pandemie mehrfach verschoben werden und fanden überwiegend im folgenden Jahr statt. Einige Konzerte wurde als Videostream im Internet bereitgestellt. Bellinis Il pirata, Vincis Gismondo, re di Polonia sowie Joseph Calleja, Jakub Józef Orliński, Christina Pluhar, Max Emanuel Cenčić, Leonardo García Alarcón, Sophie Junker u. a.[27]
- 2022: „Vertrauen“ – Donizettis Caterina Cornaro mit Roberta Mantegna, Schumanns Das Paradies und die Peri, Vivaldis Orlando furioso unter George Petrou mit Max Emanuel Cenčić, Julija Leschnewa und Vivica Genaux sowie Lawrence Brownlee, Vox Luminis, John Eliot Gardiner u. a.[28]
- 2023: „Zuversicht“ – Monteverdis Marienvesper unter Leonardo García Alarcón, Mercadantes Il giuramento unter Carlo Montanaro mit Roberta Mantegna, Donizettis Messa di Requiem, Porporas Carlo il Calvo  unter George Petrou mit Max Emanuel Cenčić, Franco Fagioli und Julija Leschnewa sowie Sophie Junker, The Tallis Scholars, Jordi Savall, Rebal Alkhodari, Somi u. a.[29]
- 2024: Hasses Marc’Antonio e Cleopatra unter Martyna Pastuszka mit Bruno de Sá und Yuriy Mynenko, Massenets Werther unter Giacomo Sagripanti mit Matthew Polenzani und Annalisa Stroppa, Purcells The Fairy-Queen mit Vox Luminis unter Lionel Meunier sowie Pretty Yende, Artur Ruciński u. a. Es folgte eine Konzertsaison mit Schuberts Winterreise (Daniel Behle), Händels Il trionfo del Tempo e del Disinganno (René Jacobs, Sunhae Im) und weiteren Veranstaltungen.[30]